# Leo Mets
Leo Mets (Beveren-Waas, 20 december 1911 - aldaar, 14 juli 1994) was een Vlaams schrijver van historische en streekromans in het realistische genre. Hij was een neef van schrijver Emiel van Hemeldonck. Na zijn studies aan de Normaalschool in Antwerpen en aan het Hoger Instituut voor Schone Kunsten, werd Mets onderwijzer in Beveren-Waas. Tevens was hij actief binnen KSK Beveren, de voetbalclub van Beveren-Waas. Mets gaf zijn boeken onder andere uit bij Boekengilde De Clauwaert.

## Bekroningen
- 1953 - De Karel Barbierprijs voor Christiaan Reinland
- 1954 - De Professor Emiel Vlieberghprijs voor Mathilde